# Joel Cox
Joel Edward Cox (* 2. April 1942 in Los Angeles) ist ein US-amerikanischer Filmeditor, der vor allem durch seine zahlreichen gemeinsamen Projekte mit Clint Eastwood bekannt wurde.

## Leben
Joel Cox begann seine Karriere bereits 1942 – als Baby im Melodram Gefundene Jahre (Original: Random Harvest). 1962 fing er bei Warner Bros. in einer Poststelle an. Bei der Produktion des Spätwesterns The Wild Bunch – Sie kannten kein Gesetz (1969) arbeitete er erstmals als Schnittassistent.
Seit dem Jahr 1977 arbeitet Cox mit Clint Eastwood an dessen Regie-Projekten zusammen. Seit 1997 wurde er dabei regelmäßig von dem Editor Gary D. Roach unterstützt, die bisher letzte Zusammenarbeit dieser Art fand 2014 bei American Sniper statt. Bei den British Academy Film Awards 2009 waren Cox und Roach in der Kategorie Bester Schnitt für ihre Arbeit an Eastwoods Der fremde Sohn nominiert.
2012 wurde Cox mit dem ACE Career Achievement Award geehrt.

## Filmografie
- 1975: Fahr zur Hölle, Liebling (Farewell, My Lovely) – Regie: Dick Richards
- 1976: Der Unerbittliche (The Enforcer) – Regie: James Fargo
- 1977: Der Mann, der niemals aufgibt (The Gauntlet) – Regie: Clint Eastwood
- 1978: Der Mann aus San Fernando (Every Which Way But Loose) – Regie: James Fargo
- 1980: Bronco Billy – Regie: Clint Eastwood
- 1982: Death Valley – Regie: Dick Richards
- 1982: Honkytonk Man – Regie: Clint Eastwood
- 1983: Dirty Harry kommt zurück (Sudden Impact) – Regie: Clint Eastwood
- 1984: Der Wolf hetzt die Meute (Tightrope) – Regie: Richard Tuggle
- 1985: Pale Rider – Der namenlose Reiter (Pale Rider) – Regie: Clint Eastwood
- 1986: Ratboy – Regie: Sondra Locke
- 1986: Heartbreak Ridge – Regie: Clint Eastwood
- 1988: Bird – Regie: Clint Eastwood
- 1989: Pink Cadillac – Regie: Buddy Van Horn
- 1990: Weißer Jäger, schwarzes Herz (White Hunter Black Heart) – Regie: Clint Eastwood
- 1990: Rookie – Der Anfänger (The Rookie) – Regie: Clint Eastwood
- 1992: Erbarmungslos (Unforgiven) – Regie: Clint Eastwood
- 1993: Perfect World (A Perfect World) – Regie: Clint Eastwood
- 1995: Die Brücken am Fluß (The Bridges of Madison County) – Regie: Clint Eastwood
- 1995: Der wunderliche Mr. Cox (The Stars Fell on Henrietta) – Regie: James Keach
- 1997: Absolute Power – Regie: Clint Eastwood
- 1997: Mitternacht im Garten von Gut und Böse (Midnight in the Garden of Good and Evil) – Regie: Clint Eastwood
- 1999: Ein wahres Verbrechen (True Crime) – Regie: Clint Eastwood
- 2000: Space Cowboys – Regie: Clint Eastwood
- 2002: Blood Work – Regie: Clint Eastwood
- 2003: Mystic River – Regie: Clint Eastwood
- 2003: Piano Blues – Regie: Clint Eastwood
- 2004: Million Dollar Baby – Regie: Clint Eastwood
- 2006: Flags of Our Fathers – Regie: Clint Eastwood
- 2006: Letters from Iwo Jima – Regie: Clint Eastwood
- 2008: Der fremde Sohn (Changeling) – Regie: Clint Eastwood
- 2008: Gran Torino – Regie: Clint Eastwood
- 2009: Invictus – Unbezwungen (Invictus) – Regie: Clint Eastwood
- 2010: Hereafter – Das Leben danach (Hereafter) – Regie: Clint Eastwood
- 2011: J. Edgar – Regie: Clint Eastwood
- 2012: Back in the Game (Trouble with the Curve) – Regie: Robert Lorenz
- 2013: Prisoners – Regie: Denis Villeneuve
- 2014: Jersey Boys – Regie: Clint Eastwood
- 2014: American Sniper – Regie: Clint Eastwood
- 2017: All Eyez on Me – Regie: Benny Boom
- 2018: Criminal Squad (Den of Thieves) – Regie: Christian Gudegast
- 2018: The Mule
- 2019: Der Fall Richard Jewell (Richard Jewell) – Regie: Clint Eastwood
- 2021: Cry Macho – Regie: Clint Eastwood
- 2024: Juror #2 – Regie: Clint Eastwood

## Auszeichnungen

### Oscar
- 1993: Bester Schnitt – Erbarmungslos
- 2005: Bester Schnitt (Nominierung) – Million Dollar Baby
- 2015: Bester Schnitt (Nominierung) – American Sniper